# ビラーイー
座標: 北緯21度13分 東経81度23分 / 北緯21.21度 東経81.38度
ビラーイー （भिलाई, Bhilai）は、インドのチャッティースガル州の都市である。人口約65万人（2011年調査）。ラーイプルの西20kmにある。国内最大級の製鉄所であるビラーイー製鉄所がある。